# Larry Fairholm
(en) Statistiques sur statscrew
Larry Fairholm (né en 1941) est un joueur canadien de football canadien.

## Carrière
Né dans l'Est de Montréal, Larry Fairholm a joué au football junior, comme quart-arrière, avec les Bombardiers de Rosemont, remportant avec eux le championnat canadien en 1960. Il a obtenu une bourse pour fréquenter l'université de l'Arizona et jouer pour les Wildcats. Après sa carrière universitaire, il revient à Montréal et se joint aux Alouettes en 1965. Il évolue désormais aux positions de maraudeur et de spécialiste des retours de bottés, marquant au cours de sa carrière trois touchés, deux sur des échappés recouvrés et un sur une interception. Il est choisi sur les équipes d'étoiles de l'Est (1968 et 1969) et de la LCF (1969), et mérite le trophée Jeff-Russel (joueur de la division Est ayant démontré le plus de courage et d’esprit sportif) en 1968.
Lors de la conquête de la coupe Grey par les Alouettes en 1970, il était co-capitaine en compagnie de Pierre Desjardins. En juin 1973, Larry Fairholm prend sa retraite du football en vue de se consacrer à sa carrière dans le commerce de meubles.
Son fils Jeff Fairholm (en) a également été une vedette au football canadien avec les Roughriders de la Saskatchewan et les Argonauts de Toronto.

## Trophées et honneurs
- Choisi sur l'équipe d'étoiles de l'Est : 1968, 1969
- Choisi sur l'équipe d'étoiles de la LCF : 1969
- Trophée Jeff-Russel : 1968